# Greiskräuter

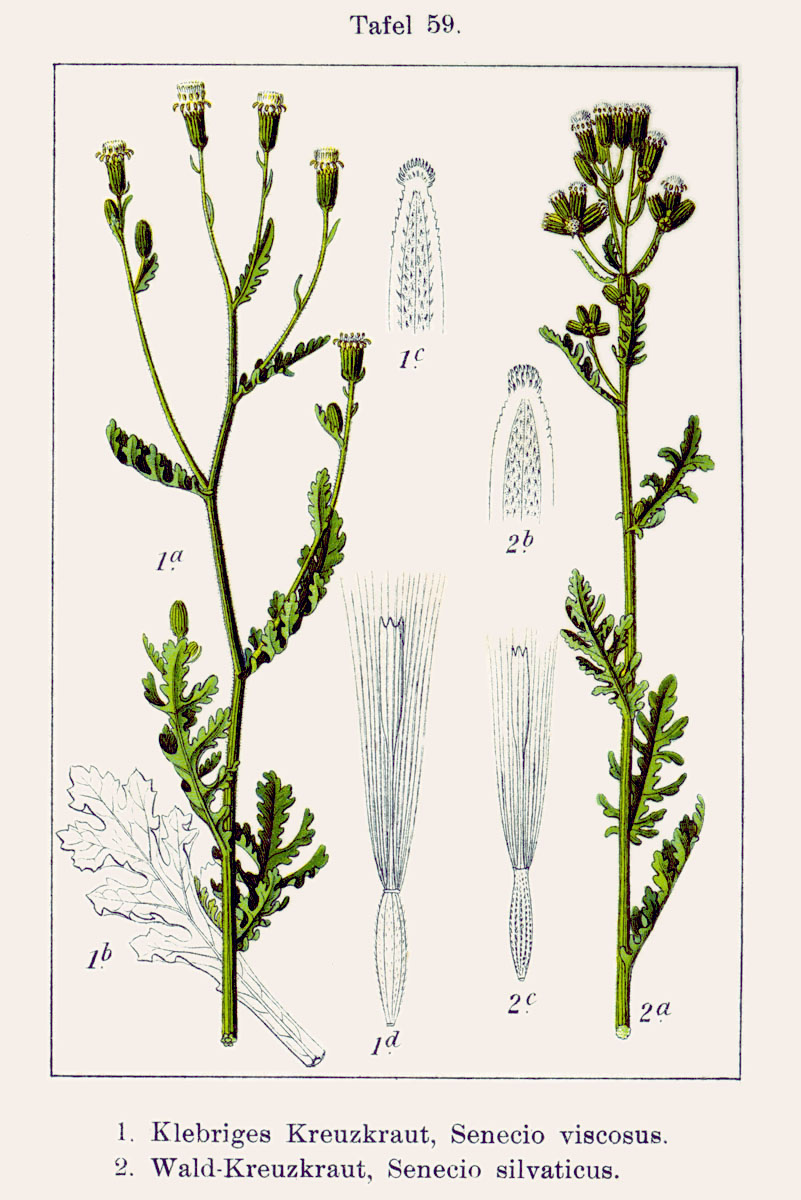
Illustration: Klebriges Greiskraut (Senecio viscosus, links) und Wald-Greiskraut (Senecio sylvaticus, rechts)

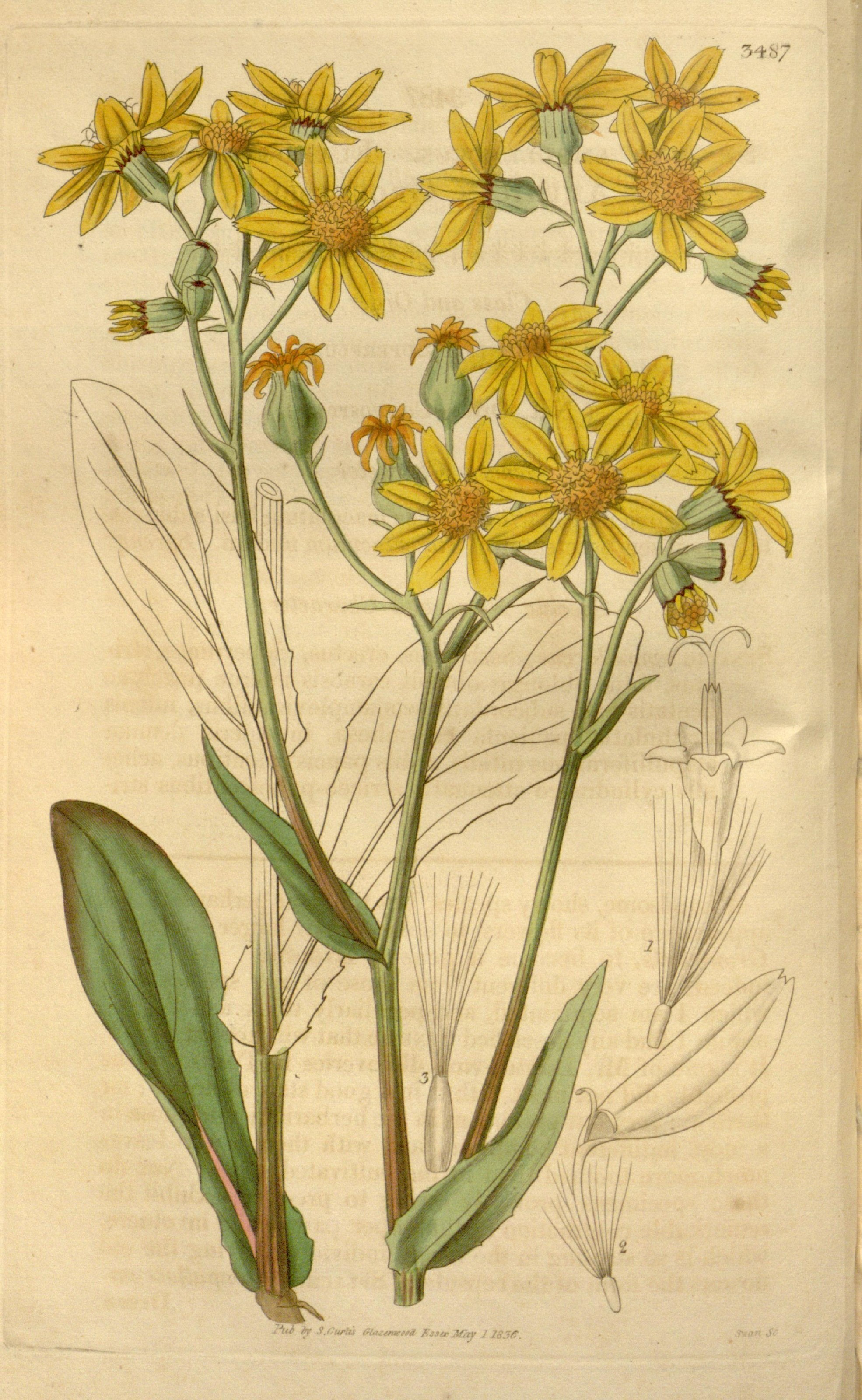
Illustration aus Curtis's Botanical Magazine, Tafel 3487 von Senecio ampullaceus

Greiskräuter (Senecio), auch Kreuzkräuter (wie „Greiskraut“ entstanden aus mittelhochdeutsch grīskrūt, zu grīs „grau, alt; Greis“ und krūt „Blattpflanze, Blattwerk, Kraut“) genannt, sind eine Pflanzengattung innerhalb der Familie der Korbblütler (Asteraceae). Die je nach Autor weit über tausend Arten sind fast weltweit verbreitet.

## Beschreibung

### Vegetative Merkmale
Greiskraut-Arten sind meist ein- oder zweijährige oder ausdauernde krautige Pflanzen, einige Arten verholzen und wachsen als immergrüne Halbsträucher, Sträucher oder Kletterpflanzen. Sie erreichen je nach Art Wuchshöhen von 5 bis 100, bis zu über 250 Zentimetern. Die Stängel sind aufrecht oder liegend. Manche Arten bilden Rhizome, sehr selten Ausläufer.
Die wechselständig angeordneten Laubblätter sind gestielt oder sitzend. Die Blattspreite kann ganz unterschiedlich geformt sein, von fadenförmig über lanzettlich bis eiförmig, leierförmig und von gelappt über fiederspaltig bis fiederteilig. Der Blattrand kann glatt, gezähnt oder gesägt sein. Es liegt Fiedernervatur vor.

### Generative Merkmale
Es ist meist ein Blütenkorbschaft vorhanden. Meist sind einige bis viele aufrechte oder nickende körbchenförmige Blütenstände in endständigen, einfachen oder zusammengesetzten schirmtraubigen oder schirmrispigen Gesamtblütenständen zusammengefasst, selten stehen die Blütenkörbchen einzeln. Der Hüllkelch (Involucrum) kann mit oder ohne Außenkelchhülle glockenförmig, halbkugelig oder zylindrisch sein. Je nach Art sind 5 bis 22 ledrige bis krautige Hüllblätter vorhanden, die meist voneinander frei sind; ihr Rand ist häutig oder trockenhäutig. Der Körbchenboden ist flach. Die Blütenkörbchen sind entweder heterogam und kugelförmig oder homogamous und scheibenförmig. Die Blütenkörbchen enthalten am Rand 1 bis 5, 8, 13 oder 21 (selten 24 bis 34) Strahlenblüten = zygomorphe Zungenblüten (sie können fehlen) und innen selten 3 bis 5, meist 13 bis über 80 (viele) Scheibenblüten = radiärsymmetrische Röhrenblüten. Die Kronblätter sind zu einer Röhre verwachsen. Die Zungen der Zungenblüten sind meist auffällig und gelb, selten winzig, zwei- bis neunnervig und meist dreizipfelig. Die gelben Röhrenblüten sind trichterförmig oder zylindrisch und enden mit fünf Kronlappen. Die Staubbeutel sind länglich bis linealisch und meist kurz stumpf-geöhrt, selten mehr oder weniger geschwänzt. Die zwei Griffeläste sind gestutzt oder seltener konvex.
Die meist fünfrippigen oder -geflügelten Achänen sind zylindrisch und kahl oder flaumig behaart. Der weiße, strohfarbene oder rötlich-braune Pappus ist haarartig und uniform oder selten dimorph.

## Systematik und Verbreitung
Die Gattung Senecio wurde durch Carl von Linné aufgestellt. Der botanische Gattungsname Senecio leitet sich vom lateinischen Wort senex für „Greis“ her, vermutlich, weil die fruchtenden Pflanzen durch die weißlichen Haarkronen der Früchte an Greisenhaare erinnern; eine weitere Möglichkeit wäre wegen der halbkugeligen und nackten, an Glatzköpfe erinnernden Korbböden. Als Lectotypusart wurde 1913 Senecio vulgaris L. durch Britton & A.Br. in Ill. Fl. N. U.S. (Britton & Brown), 2. Auflage, Band 3, S. 538 und 1929 durch M. L. Green in Nom. Prop. Brit. Bot., 181 festgelegt.
Synonyme für Senecio L. sind je nach Autor: Aetheolaena Cass., Cadiscus E.Mey. ex DC., Culcitium Humb. & Bonpl., Hasteola Raf., Iocenes B.Nord., Lasiocephalus Willd. ex Schltdl., Rhetinodendron Meisn., Robinsonia DC., Symphyochaeta (DC.) Skottsb., Synosma Raf. ex Britton & A.Br., Vendredia Baill.
Insgesamt sind in der Gattung Senecio etwa 1250 Arten beschrieben, damit stellt Senecio eine der artenreichsten Gattungen unter den Blütenpflanzen dar. Von ihr wird von manchen Autoren die Gattung Jacobaea Mill. mit etwa 45 Arten abgespalten. Die Gattung Senecio gehört zur Tribus Senecioneae in der Unterfamilie Asteroideae innerhalb der Familie Asteraceae.
Die Verbreitung der Gattung Senecio ist fast weltweit. Allein in Mitteleuropa sind mindestens 30 Arten heimisch, beispielsweise das Gewöhnliche Greiskraut (Senecio vulgaris), das Klebrige Greiskraut (Senecio viscosus) als verbreitete „Unkraut“-Pflanzen.

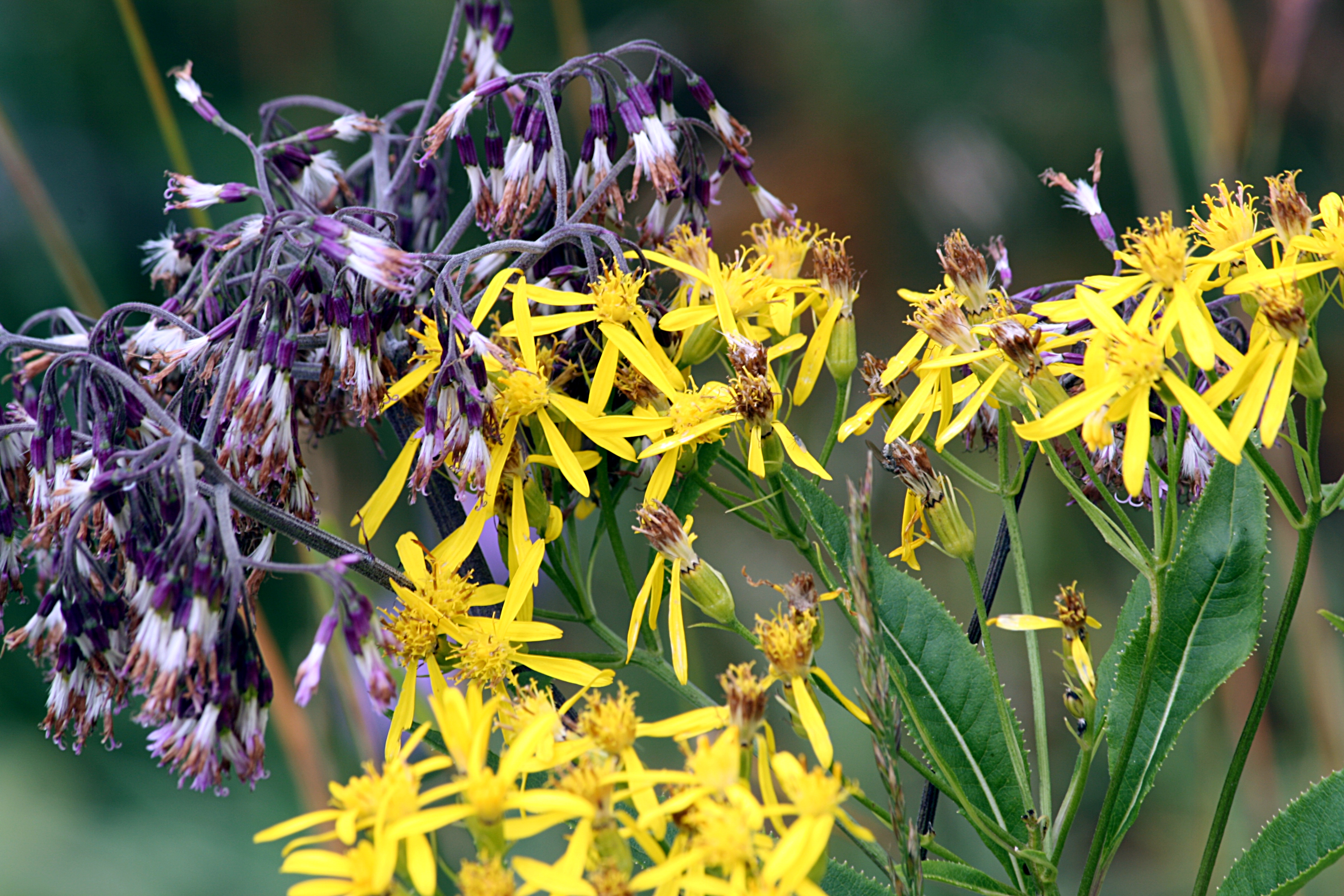
Hain-Greiskraut (Senecio nemorensis)

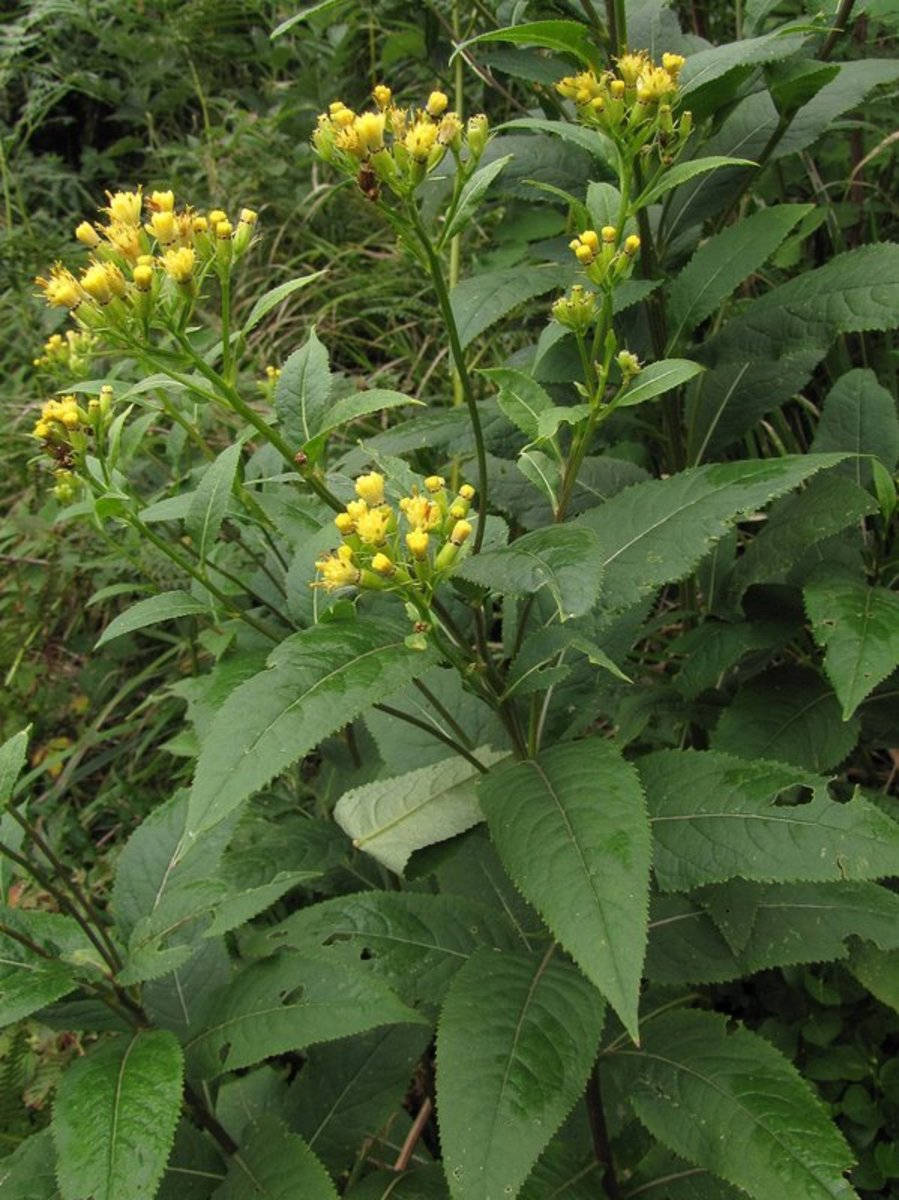
Senecio cacaliaster

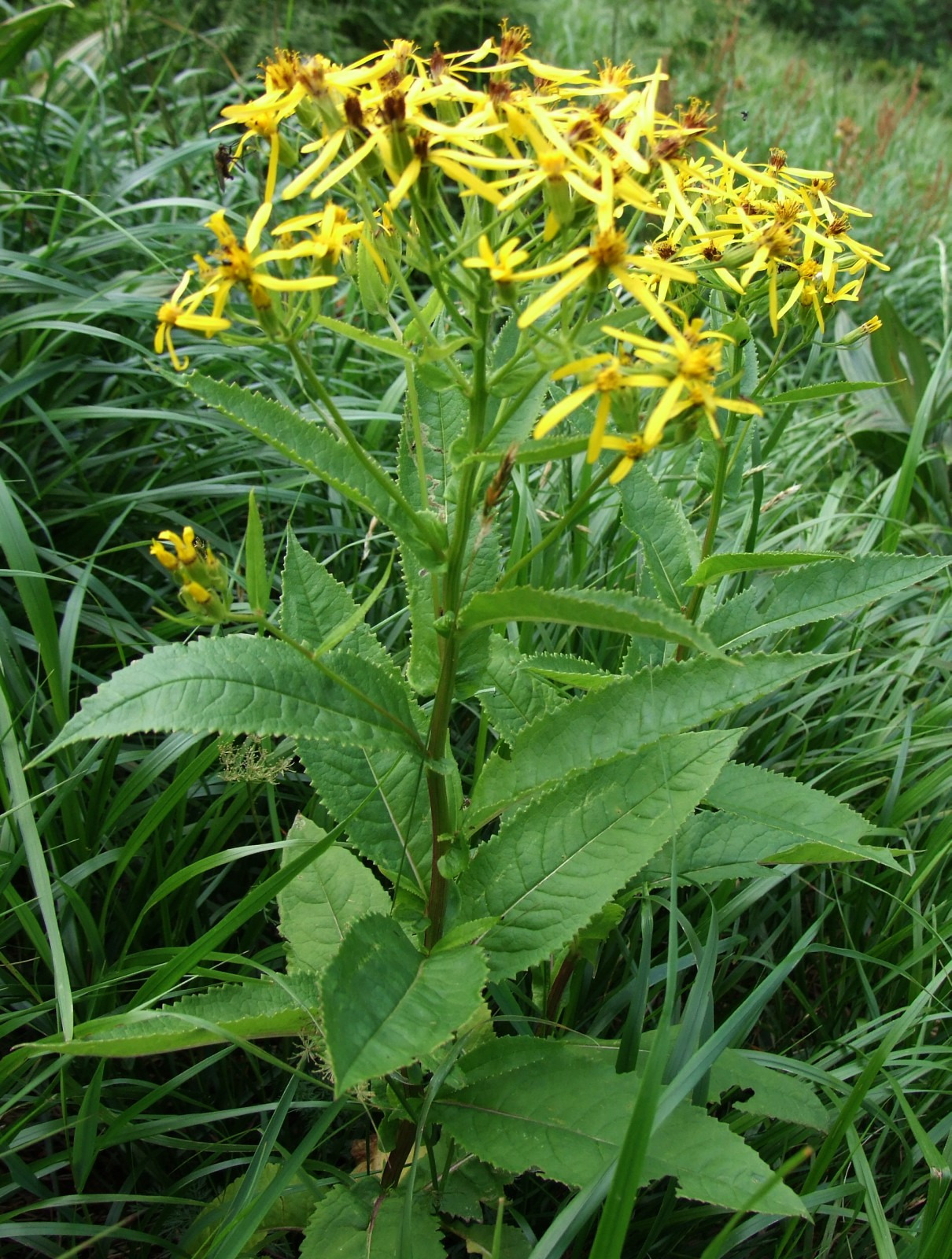
Habitus, Laubblätter und Blütenstand des Fuchsschen Greiskrauts (Senecio ovatus)

### Senecio nemorensis-Gruppe
Die Senecio nemorensis-Gruppe (Syngameon) ist in Eurasien weitverbreitet, ihr Verbreitungsgebiet reicht von Nordspanien bis nach China, Taiwan und Japan. Sie enthält nach Herborg 1987 neun Arten, von denen die meisten bei gemeinsamen Vorkommen miteinander hybridisieren und Übergangsformen bilden.
In Deutschland kommen die Arten Senecio cacaliaster, Senecio hercynicus (Harz-Greiskraut), Senecio germanicus und Senecio ovatus (Fuchssches Greiskraut) vor. Die Unterart Senecio hercynicus subspec. ucranicus kommt in den östlichen Karpaten vor und Senecio hercynicus subspec. dacicus konnte bisher nur aus Rumänien nachgewiesen werden. Senecio ovatus subsp. stabianus und Senecio bayonnensis kommen isoliert in Südwesteuropa vor (keine Hybridisierungsvorgänge).
Senecio nemorensis ist eine sehr variable Sippe, die ihr Hauptverbreitungsgebiet in Sibirien hat. Dazu gehören:
- Senecio bayonnensis Boiss.: Sie kommt in Portugal, Spanien und Frankreich vor.[15]
- Senecio cacaliaster Lam.: Sie kommt in Frankreich, Italien, Slowenien, Österreich, Kroatien und Montenegro vor.[15]
- Senecio germanicus Wallr.: Sie wird von manchen Autoren auch als Unterart Senecio nemorensis subsp. jacquinianus (Rchb.) Čelak. zu Senecio nemorensis gestellt. Sie kommt in Deutschland, Österreich, Ungarn, Tschechien, Polen, Slowakei, Ukraine, im europäischen Russland, Rumänien, Griechenland, Slowenien, Kroatien und Italien vor.[15]
- Harz-Greiskraut (Senecio hercynicus Herborg): Es gibt etwa fünf Unterarten:[15]
  - Senecio hercynicus Herborg subsp. hercynicus: Sie ist in Mitteleuropa und Teilen Südosteuropas verbreitet.[15]
  - Senecio hercynicus subsp. dacicus (Hodálová & Marhold) Greuter (Senecio dacicus Hodálová & Marhold): Dieser Endemit kommt nur in Rumänien vor.[15]

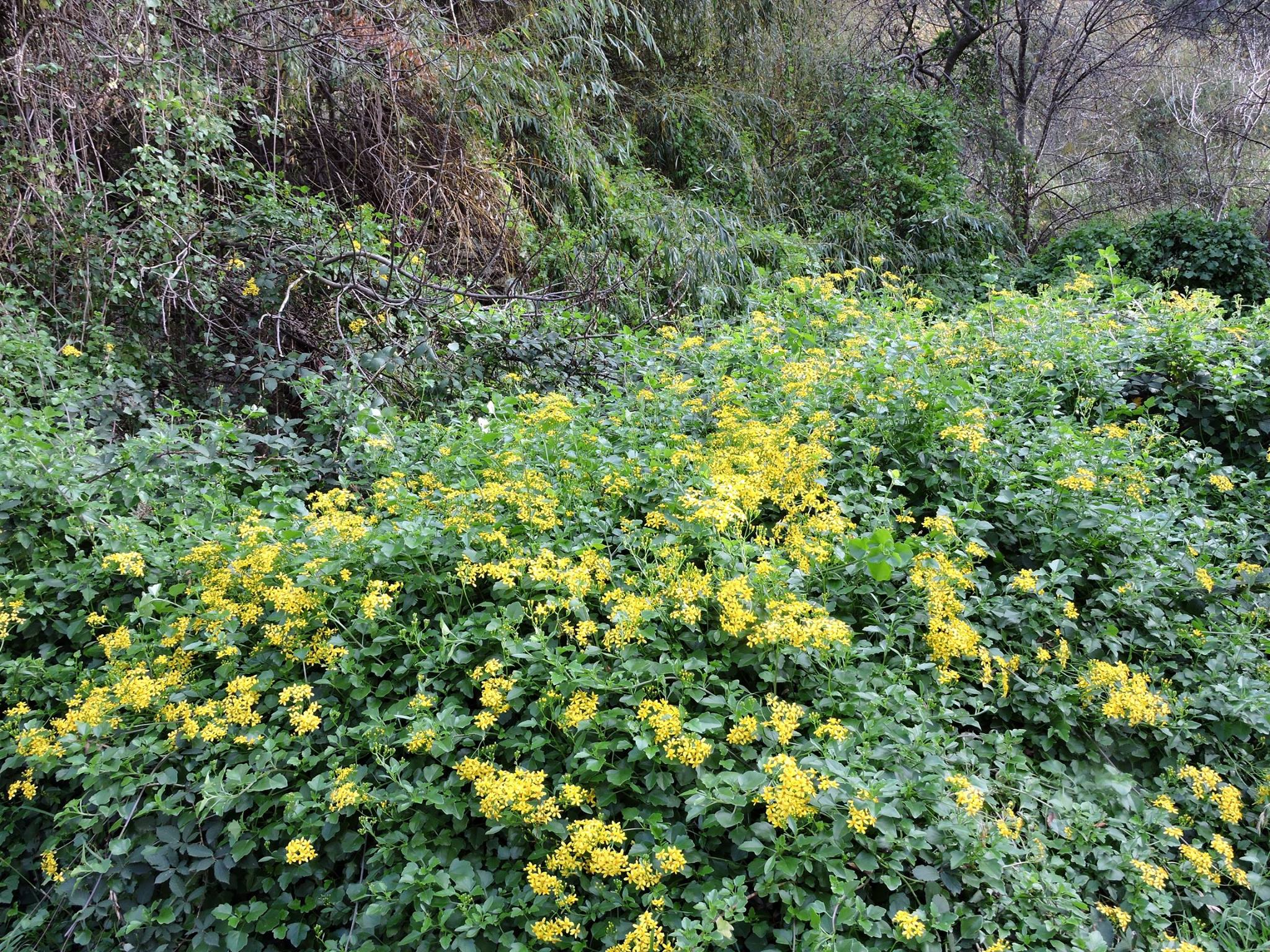
Bestand von Senecio angulatus

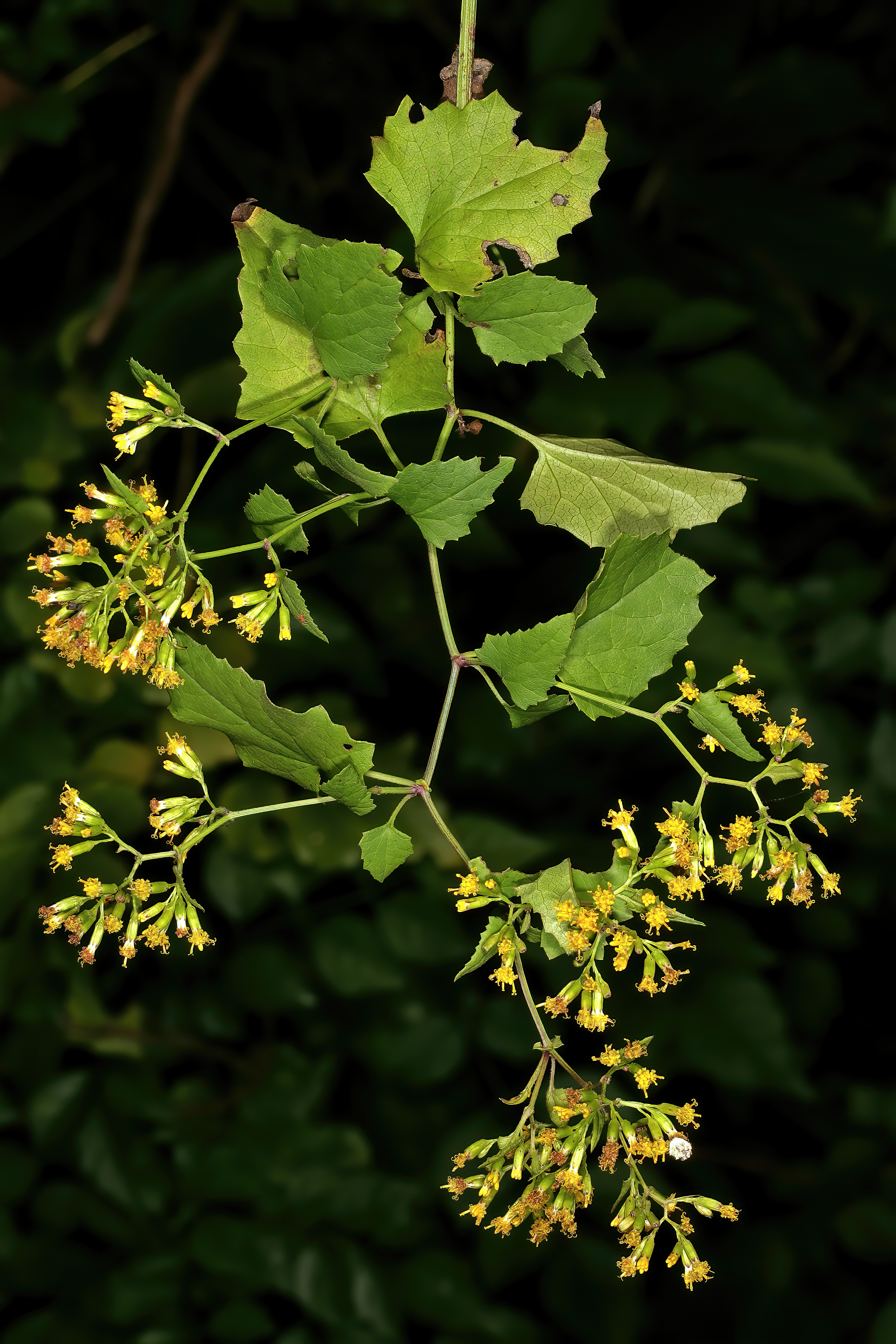
Senecio deltoideus

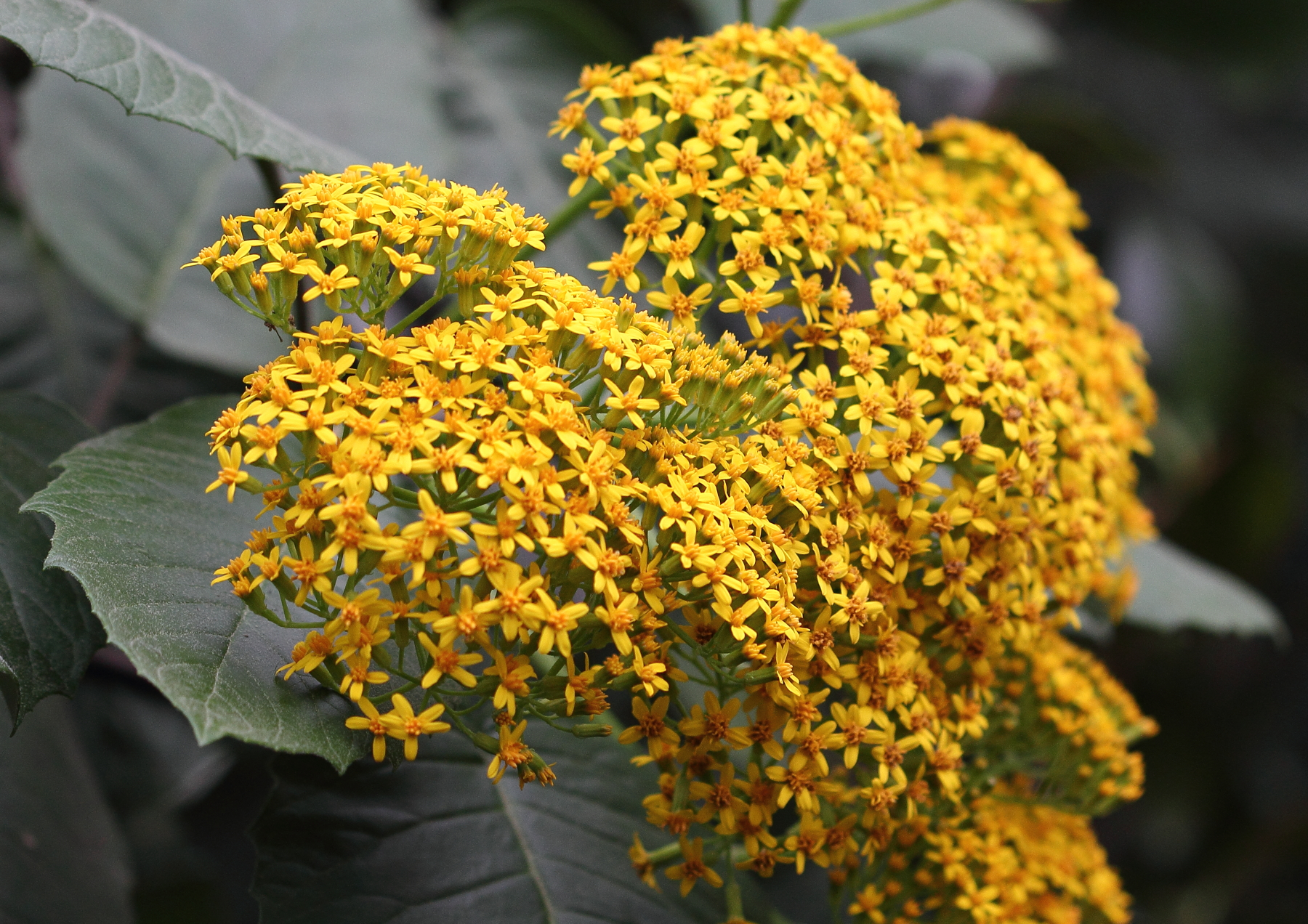
Riesen-Kreuzkraut (Senecio grandifolius)

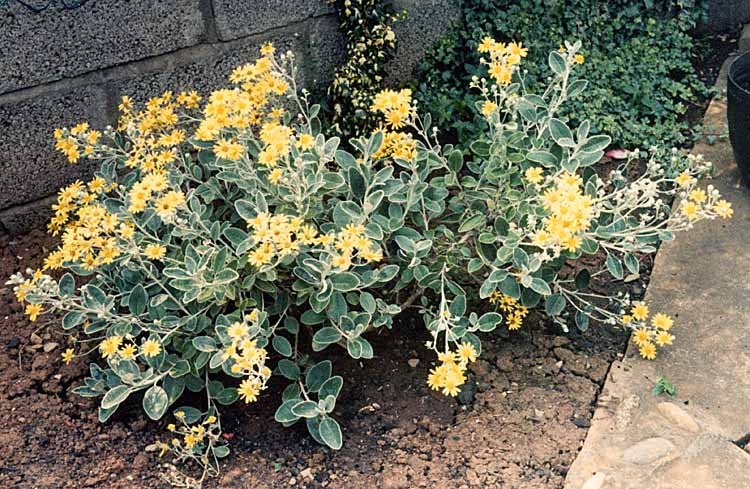
Senecio greyii

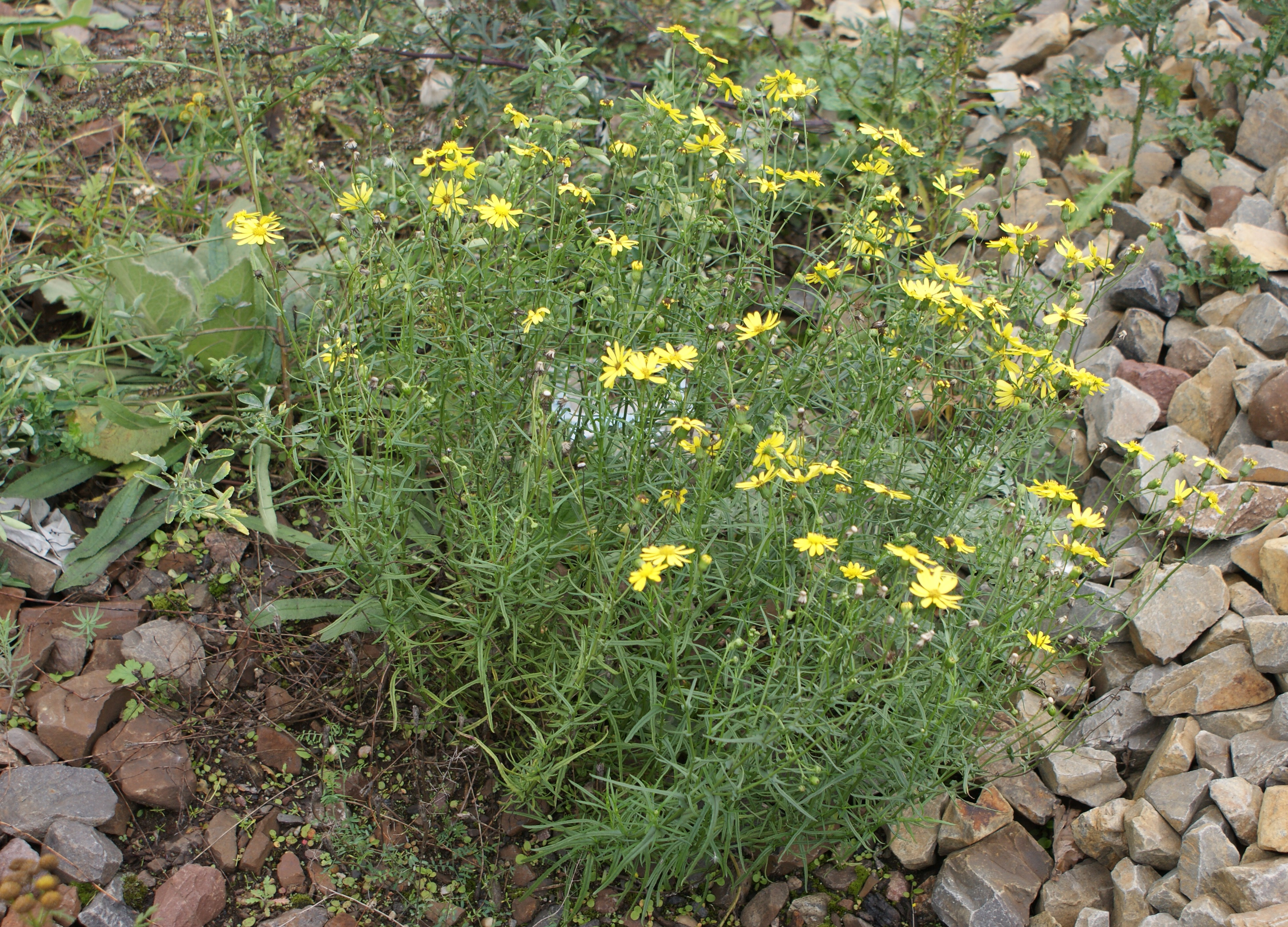
Schmalblättriges Greiskraut (Senecio inaequidens)

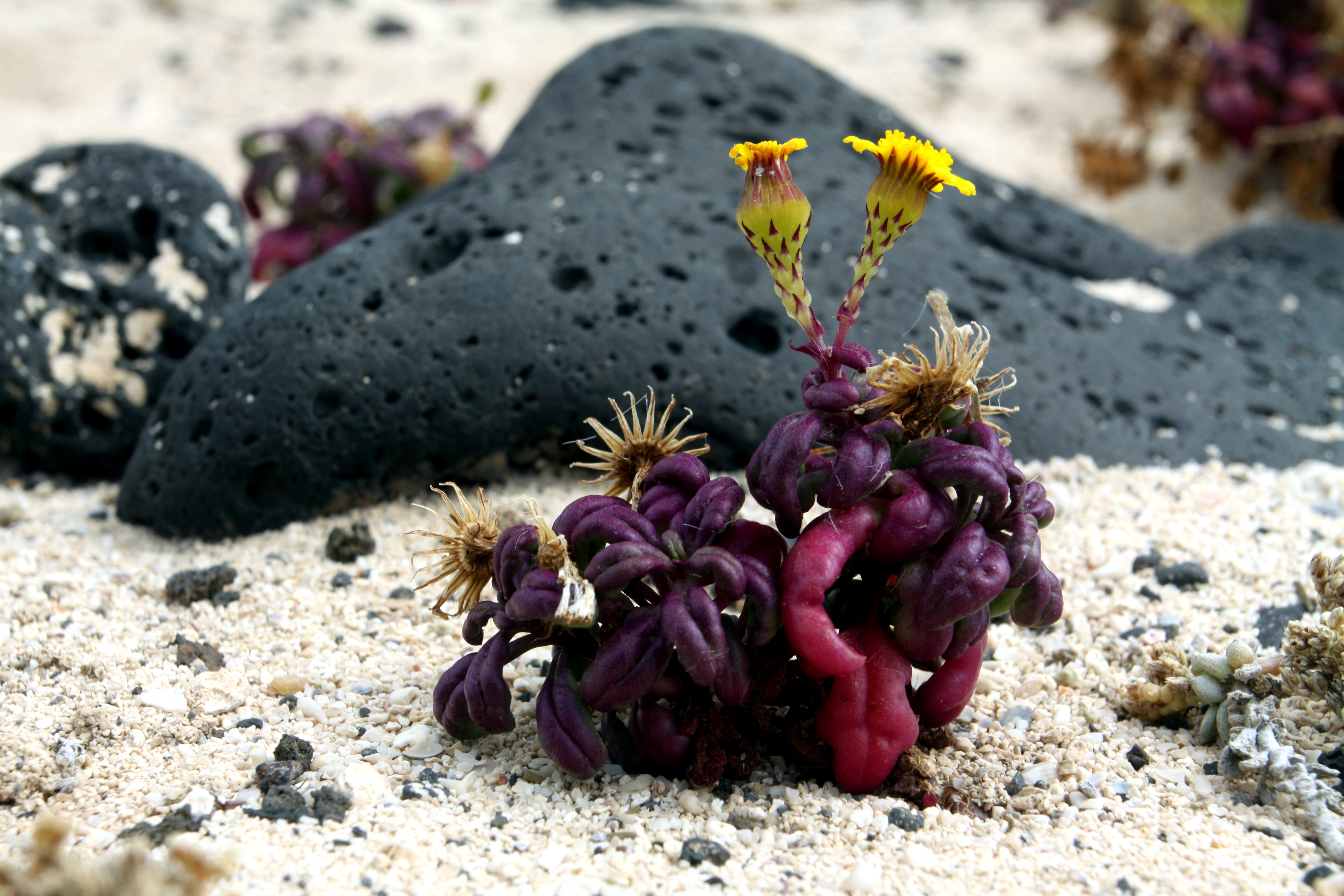
Senecio leucanthemifolius auf Lanzarote

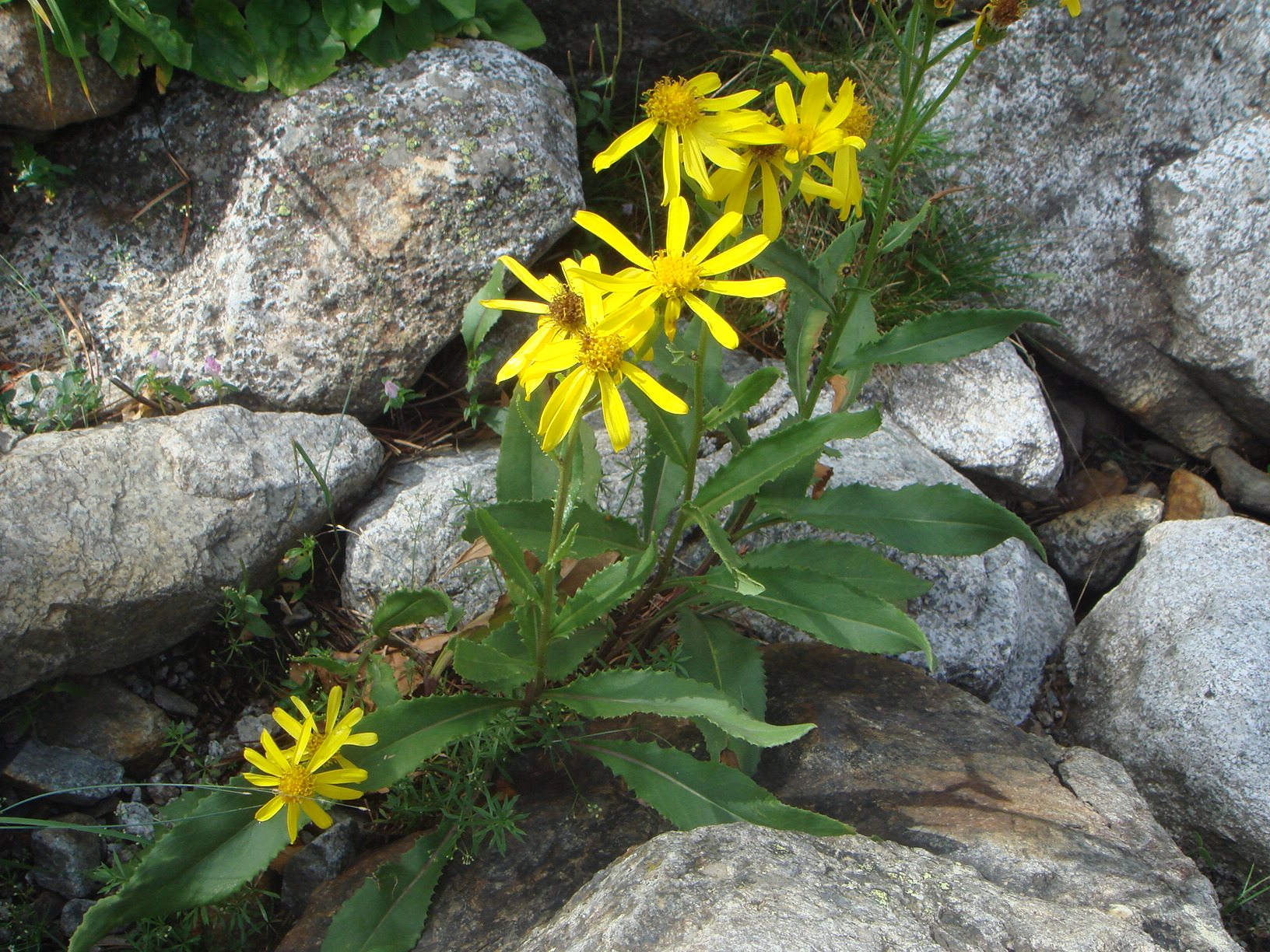
Senecio pyrenaicus

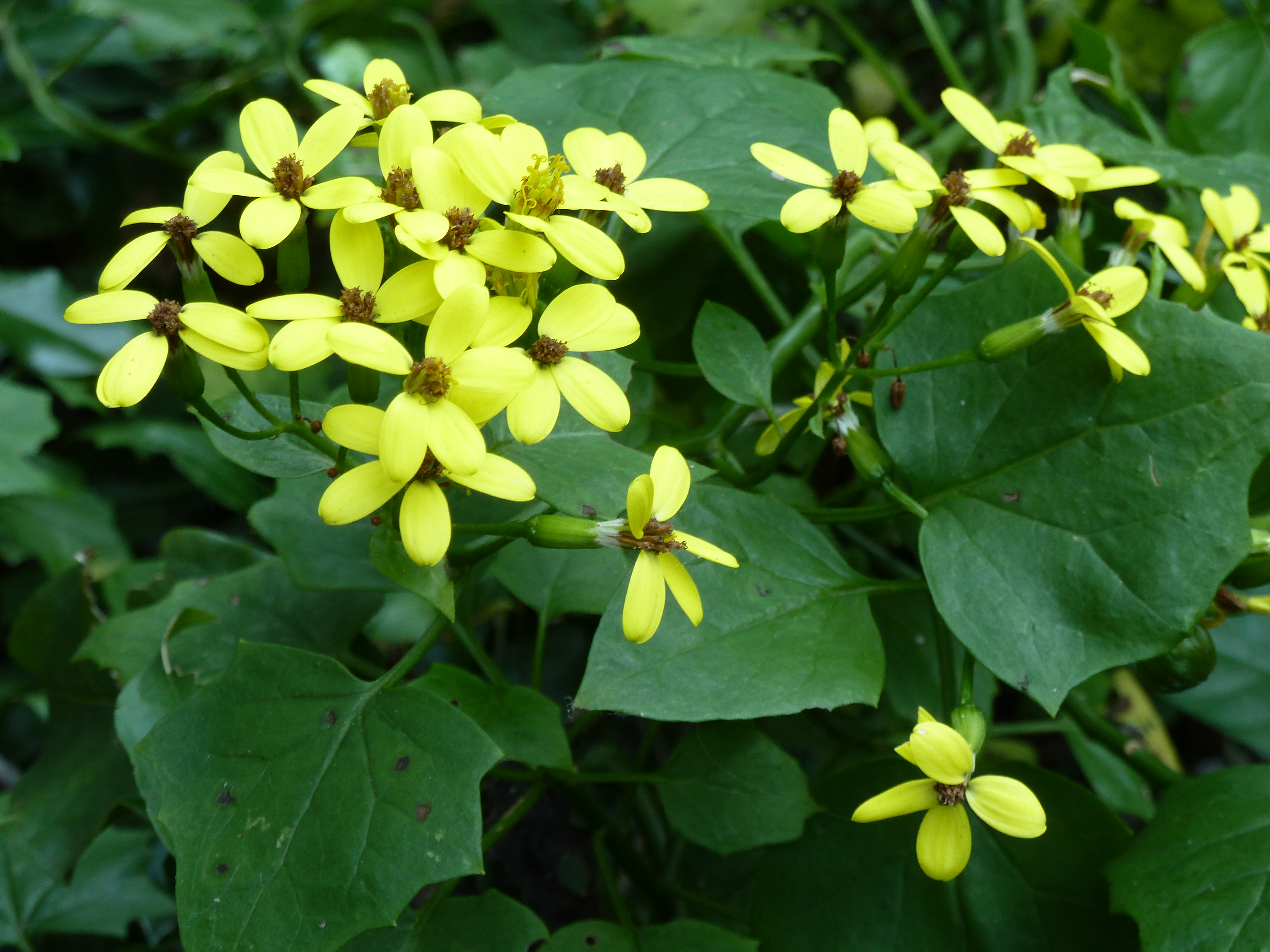
Senecio tamoides

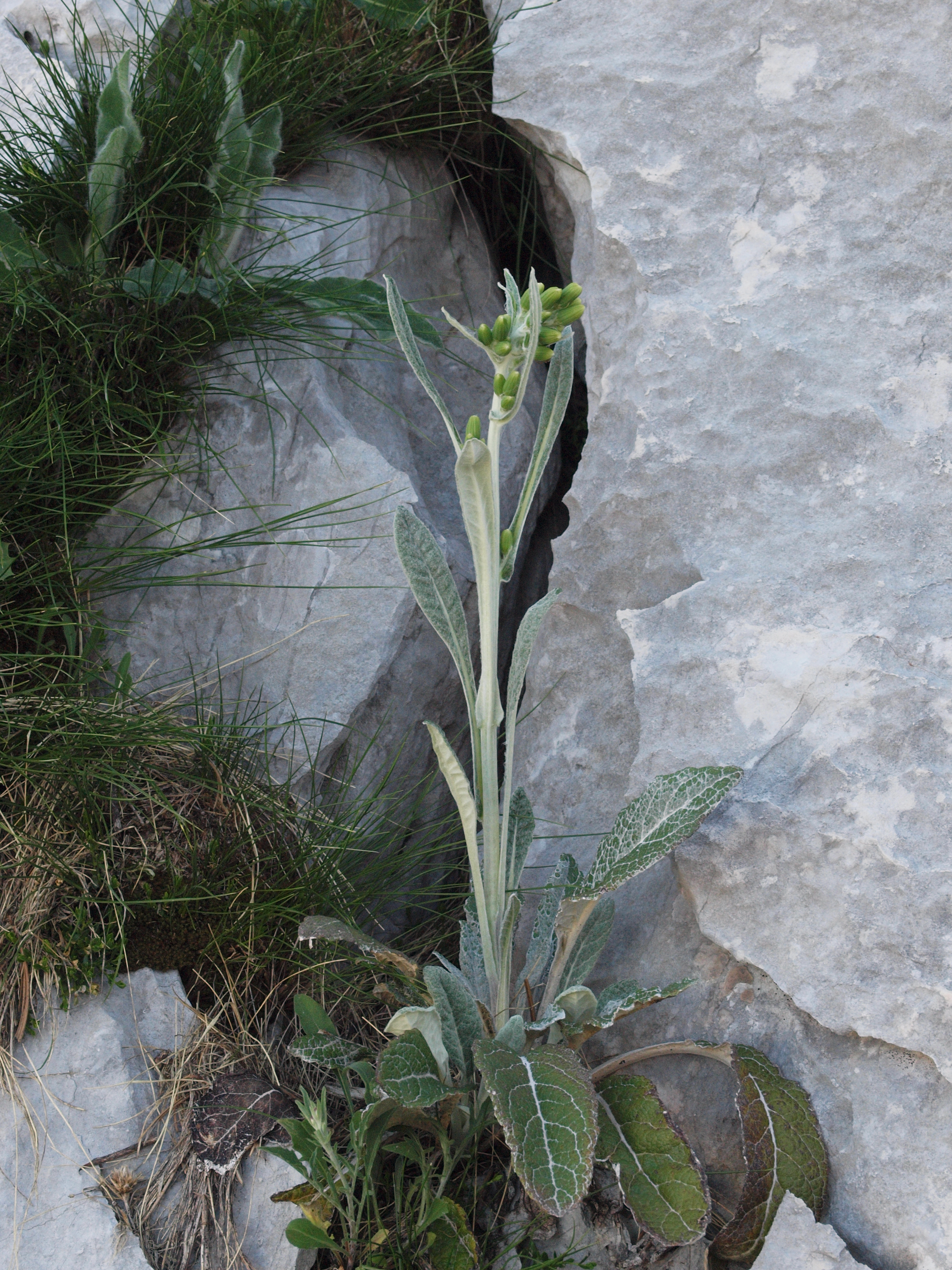
Senecio thapsoides subsp. visianius

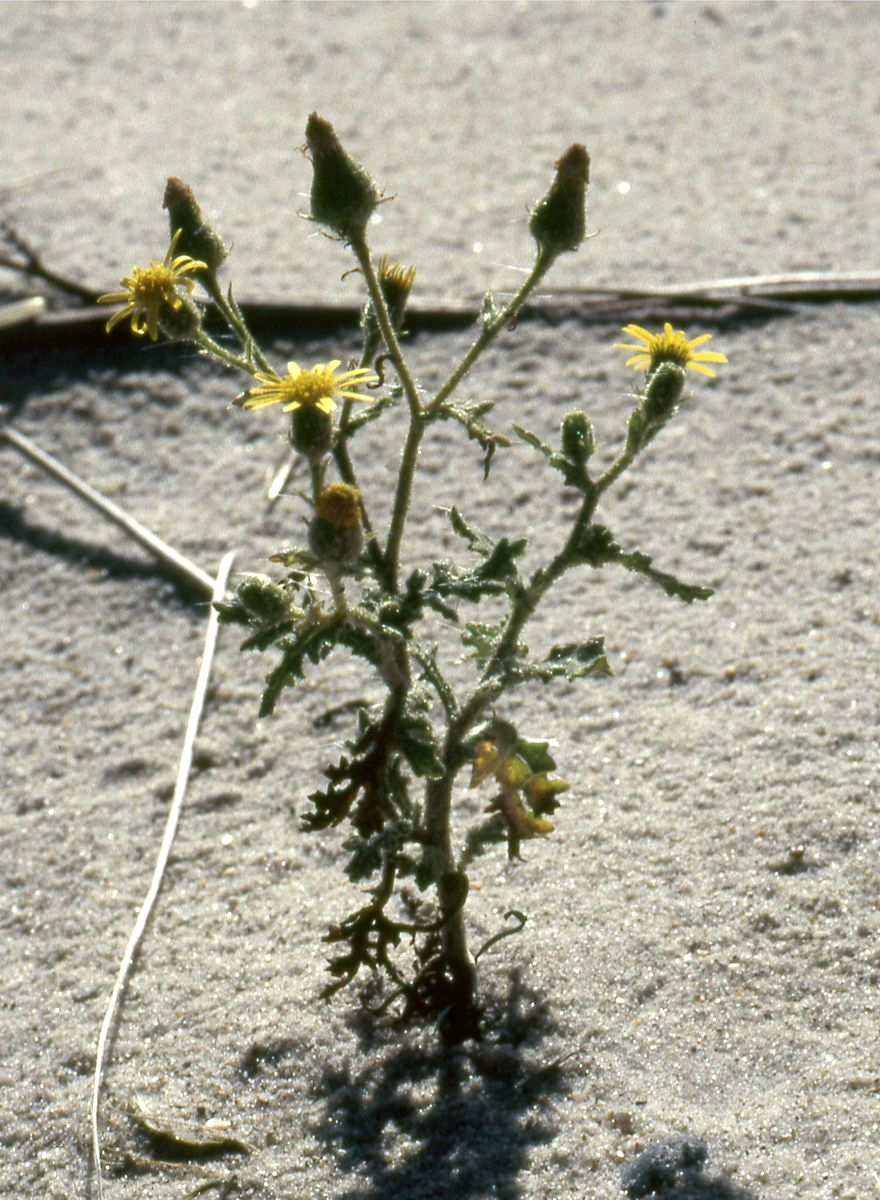
Klebriges Greiskraut (Senecio viscosus)

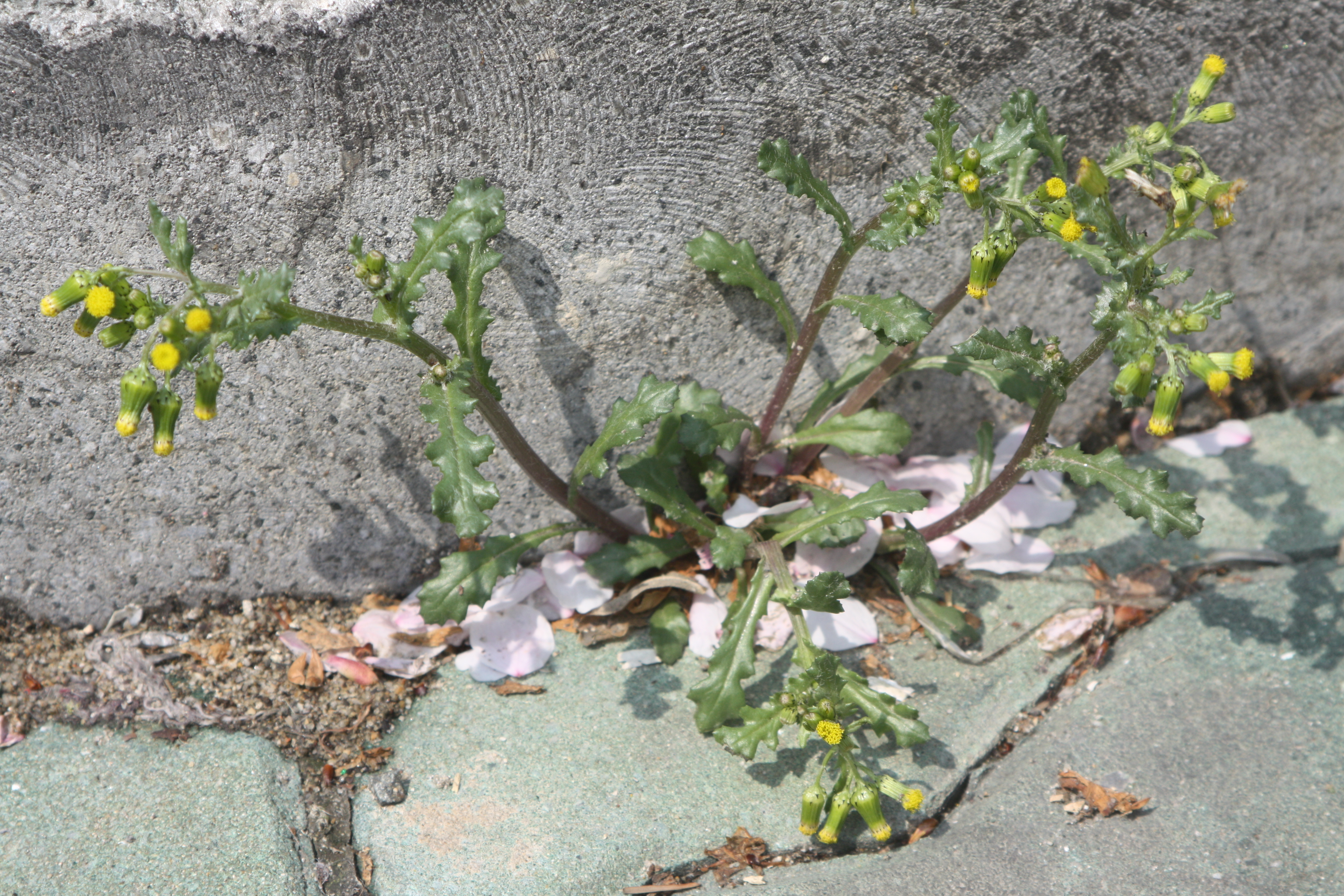
Gewöhnliches Greiskraut (Senecio vulgaris)

  - Senecio hercynicus subsp. dalmaticus (Griseb.) Greuter (Syn.: Senecio nemorensis subsp. dalmaticus (Griseb.) Nyman, Senecio nemorensis var. dalmaticus Griseb., Senecio jacquiniqnus var. expansus Boiss. & Heldr.): Sie ist in Südosteuropa bis Griechenland verbreitet.[15]
  - Senecio hercynicus subsp. durmitorensis Herborg: Dieser Endemit kommt nur in Montenegro vor.[15]
  - Senecio hercynicus subsp. ucranicus (Hodálová) Greuter (Syn.: Senecio ucranicus Hodálová): Sie kommt in Polen, in der Ukraine, in der Slowakei und in Rumänien vor.[15]
- Hain-Greiskraut (Senecio nemorensis L., Syn.: Senecio octoglossus DC.):[1] Die Unterarten sind in Eurasien weitverbreitet (Auswahl[15]):
  - Senecio nemorensis subsp. apuanus (Tausch) Greuter (Syn.: Senecio apuanus Tausch): Dieser Endemit kommt in Italien nur in der Region Apulien vor.[15]
  - Senecio nemorensis subsp. bulgaricus (Velen.) Greuter (Syn: Senecio bulgaricus Velen., Senecio fuchsii subsp. bulgaricus (Velen.) Nyman, Senecio fuchsii var. karaulensis Formánek): Sie ist von Südosteuropa bis zum asiatischen Teil der Türkei verbreitet.[15]
  - Senecio nemorensis subsp. glabratus (Herborg) Oberpr. (Syn.: Senecio germanicus subsp. glabratus Herborg, Senecio germanicoglabratus Landolt nom. illeg., Senecio herborgii Soldano & al. nom. illeg. non C.Jeffrey, Senecio oberprieleri G.H.Loos, Senecio germanicus subsp. glabratus Herborg non Senecio glabratus Hook. & Arn.)[15]
  - Senecio nemorensis subsp. jacquinianus (Rchb.) Čelak.[15]
  - Senecio nemorensis L. subsp. nemorensis: Sie ist in Russland, in Zentralasien, Indochina, China, Korea sowie Japan weitverbreitet.
- Fuchssches Greiskraut (Senecio ovatus (G.Gaertn. & al.) Hoppe, Syn.: Jacobaea ovata G.Gaertn. & al., Senecio fuchsii C.C.Gmel., Senecio nemorensis subsp. fuchsii (C.C.Gmel.) Ces.): Es gibt etwa drei Unterarten:[15]
  - Senecio ovatus (G.Gaertn. & al.) Hoppe subsp. ovatus
  - Senecio ovatus subsp. alpestris (Gaudin) Herborg (Syn.: Senecio alpestris Gaudin)
  - Senecio ovatus subsp. stabianus (Lacaita) Greuter (Senecio stabianus Lacaita): Dieser Endemit kommt nur in Italien vor.[15]

### Weitere Arten (Auswahl)
- Senecio aegyptius L.: Sie kommt in Zypern, Ägypten, Libyen und im Sudan vor.[4]
- Senecio ampullaceus Hook.: Sie kommt in Texas[2] und vielleicht im mexikanischen Bundesstaat Coahuila vor.
- Senecio angulatus L. f.: Sie kommt ursprünglich in Südafrika vor und ist in Portugal, Spanien, Frankreich, Italien, Kroatien, Australien, Neuseeland und auf den Kanaren ein Neophyt.[4]
- Senecio arborescens Steetz: Sie kommt nur in Panama vor.
- Senecio articulatus (L. f.) Sch.Bip.: Die Heimat ist Südafrika.[4]
- Senecio belbeysius Delile: Sie kommt in Ägypten vor.[15]
- Senecio bertramii Post: Sie kommt nur im Libanon vor.[15]
- Senecio blanchei Soldano: Sie kommt nur im Libanon vor.[15]
- Senecio bollei Sunding & G.Kunkel: Dieser Endemit kommt nur auf Fuerteventura vor.[15]
- Senecio breviflorus (Kadereit) Greuter[15]
- Senecio carpetanus Boiss. & Reut.: Sie kommt in Spanien vor.[15]
- Senecio castagneanus DC.: Sie kommt in der europäischen und in der asiatischen Türkei vor.[15]
- Senecio chalureaui Humbert: Sie kommt in Marokko vor.[15]
- Senecio confusus Britten (Syn.:Pseudogynoxys chenopodioides (Kunth) Cabrera): Sie ist von Mexiko über Zentral- bis Südamerika weitverbreitet.[4]
- Senecio crassissimus Humbert: sie kommt im zentralen Madagaskar vor. Sie wird als Zimmerpflanze gelegentlich verwendet.
- Senecio delbesianus Arènes: Sie kommt in Syrien vor.[15]
- Senecio deltoideus Less.[15]
- Senecio doria L.[15]
- Senecio doriiformis DC.[15]
- Gämswurz-Greiskraut oder Gämswurz (Senecio doronicum (L.) L.)[15]
- Senecio dubitabilis C.Jeffrey & Y.L.Chen: Sie kommt in Pakistan, Indien, Kaschmir, Zentralasien, Sibirien, in China und in der Mongolei vor.[1]
- Senecio duriaei J.Gay: Sie kommt in Spanien vor.[15]
- Senecio eboracensis R.J.Abbott & A.J.Lowe: Sie kommt in Großbritannien vor.[15]
- Senecio elegans L.: Sie kommt ursprünglich in Südafrika vor.[4] Sie ist aber ein Neophyt in Europa, Australien, Neuseeland, auf den Azoren und in Kalifornien.[4]
- Senecio eriopus Willk.: Sie kommt in Marokko und in Spanien vor.[15]
- Senecio erythrophyllus Lázaro Ibiza: Sie kommt in Spanien vor.[15]
- Senecio eubaeus Boiss. & Heldr.: Sie kommt in Griechenland vor.[15]
- Senecio flavus (Decne.) Sch.Bip.[15]
- Senecio flexuosus E.D.Clarke: Sie kommt im europäischen Teil der Türkei vor.[15]
- Senecio formosoides Cuatrec.: Die Heimat ist Südamerika.
- Senecio fruticulosus Sm.: Dieser Endemit kommt nur auf Kreta vor.[15]
- Senecio gallicus Vill.: Sie kommt ursprünglich in Marokko, Spanien, Portugal, Frankreich, Italien und auf den Balearen vor.[15]
- Senecio glastifolius L. f.: Sie kommt ursprünglich in Südafrika vor und ist in Australien und Neuseeland ein Neophyt.[4]
- Senecio glaucus L.: Sie kommt in zwei Unterarten im europäischen Russland, auf der Krim, in Spanien, Sizilien, Malta, in Nordafrika, auf den Kanaren, auf der Arabischen Halbinsel, in Westasien, im Kaukasusraum, Zentralasien, Indien, Pakistan und in China vor.[4]
- Riesen-Kreuzkraut (Senecio grandifolius Less.): Die Heimat ist Mexiko.
- Senecio grandiflorus P.J.Bergius[15]
- Senecio grisebachii Baker: Sie kommt in Bolivien, Brasilien, Argentinien, Paraguay und Uruguay vor.[4]
- Senecio hesperidum Jahand. & al.: Sie kommt in Marokko vor.[15]
- Senecio hoggariensis Batt. & Trab.[15]
- Senecio ilsae A.Santos & Reyes-Bet.: Dieser Endemit kommt nur auf Gomera vor.[15]
- Schmalblättriges Greiskraut oder Schmalblatt-Greiskraut (Senecio inaequidens DC.)
- Senecio incrassatus Lowe: Sie kommt nur auf La Palma, El Hierro, auf der Inselgruppe von Madeira und den Ilhas Selvagens vor.[15]
- Senecio kerdousianus Gómiz & Llamas: Sie kommt in Marokko vor.[15]
- Senecio krascheninnikovii Schischk.: Die etwa zwei Varietäten kommen vom Iran und Russland über Kasachstan, Kirgisistan, Tadschikistan, dem nordöstlichen Afghanistan, Pakistan sowie nordwestlichen Indien bis Tibet und den chinesischen Provinzen Qinghai sowie Xinjiang (nur Tuoxun) vor.[1]
- Senecio legionensis Lange: Sie kommt in Portugal und Spanien vor.[15]
- Senecio leucanthemifolius Poir.: Es gibt mehrere Unterarten, darunter:[15]
  - Frühlings-Greiskraut (Senecio leucanthemifolius subsp. vernalis (Waldst. & Kit.) Greuter, Syn.: Senecio vernalis Waldst. & Kit.)
- Senecio lhasaensis Y.Ling ex Y.L.Chen, S.Yun Liang & K.Y.Pan: Sie gedeiht auf alpinen Matten in Höhenlagen von 4000 bis 5400 Metern in Tibet.[1]
- Senecio liangshanensis C.Jeffrey & Y.L.Chen (Syn.: Senecio faberi var. discoideus Lauener & D.K.Ferguson, Senecio milleflorus H.Lév. non Greene): Die Erstbeschreibung erfolgte 1984. Sie gedeiht in Bergwäldern und auf Weiden in Höhenlagen von 2600 bis 3400 Metern im südwestlichen Sichuan sowie in Yunnan.[1]
- Senecio lijiangensis C.Jeffrey & Y.L.Chen: Die Erstbeschreibung erfolgte 1984. Sie gedeiht auf Bergwiesen in Höhenlagen von 3000 bis 3500 Metern in Sichuan nur in Muli sowie in Yunnan nur in Lijiang.[1]
- Senecio lividus L.: Sie kommt im Mittelmeerraum vor.[15]
- Senecio lingianus C.Jeffrey & Y.L.Chen: Die Erstbeschreibung erfolgte 1984. Dieser Endemit gedeiht in offenen Wäldern und auf alpinen, strauchbestandenen Weiden in Höhenlagen von 3600 bis 4000 Metern in Tibet nur in Bomi sowie Mêdog.[1]
- Senecio lopezii Boiss.: Sie kommt in Portugal und Spanien vor.[15]
- Senecio macedonicus Griseb.: Sie kommt in Griechenland, Mazedonien und Bulgarien vor.[15]
- Kapefeu (Senecio macroglossus DC.): Er ist von Mosambik über Simbabwe bis Südafrika verbreitet. In Australien ist er ein Neophyt.[4]
- Senecio macrophyllus M.Bieb. (Syn.: Senecio doria subsp. macrophyllus (M.Bieb.) Nyman, Senecio doria var. biebersteinii Lindem., Senecio doria subsp. biebersteinii (Lindem.) Borza & al., Senecio schvetzovii Korsh.): Sie ist von Polen über den europäischen Teil Russlands, Moldawien, Bulgarien, Rumänien, die Ukraine bis Nordkaukasien verbreitet.[15]
- Senecio massaicus (Maire) Maire: Sie kommt in Marokko, Algerien und auf den Kanaren vor.[15]
- Senecio megalanthus Y.L.Chen: Die Erstbeschreibung erfolgte 1988. Dieser Endemit gedeiht an alpinen Felshängen in Höhenlagen von 4100 bis 4800 Metern in Sichuan nur in Kangding sowie Xiangcheng.[1]
- Senecio minimus Poir.: Sie kommt ursprünglich in Australien und in Neuseeland vor und ist in Nordamerika ein Neophyt.[4]
- Senecio muliensis C.Jeffrey & Y.L.Chen: Dieser Endemit gedeiht an grasigen Berghängen in Höhenlagen von etwa 4000 Metern nur in Muli in Sichuan.[1]
- Senecio multilobus C.C.Chang: Dieser Endemit gedeiht an Wald- und Gebüschrändern in Höhenlagen von 2700 bis 3000 Metern in Yunnan nur in Longchuan nahe dem Fluss Shweli.[1]
- Senecio nevadensis Boiss. & Reut.: Sie kommt in Marokko, Algerien, Spanien und auf den Balearen vor.[15]
- Senecio nigrocinctus Franch. (Syn.: Senecio pteropodus W.W.Sm.): Sie gedeiht auf alpinen Matten, an Hängen und an Waldrändern in Höhenlagen von 3200 bis 4000 Metern im südöstlichen Tibet und nordwestlichen Yunnan.[1]
- Senecio nodiflorus C.C.Chang: Sie gedeiht in Höhenlagen von 3000 bis 4500 Metern in Tibet und in Yunnan nur in Dêqên.[1]
- Senecio olympicus Boiss.: Sie kommt in der Türkei vor.[15]
- Senecio oophyllus C.Jeffrey: Sie kommt in der Türkei vor.[15]
- Senecio oryzetorum Diels: Sie gedeiht auf offenen, feuchten Weiden in Höhenlagen von 1500 bis 2400 Metern nur im nordwestlichen Yunnan.[1]
- Senecio perralderianus Coss.: Sie kommt in Marokko und Algerien vor.[15]
- Senecio petraeus Boiss. & Reut.: Sie kommt in Marokko, Spanien, Gibraltar und auf Sardinien vor.[15]
- Senecio propinquus Schischk.: Sie kommt in Georgien, Nordkaukasien und Aserbaidschan vor.[15]
- Senecio pseudomairei H.Lév. (Syn.: Senecio beauverdianus H.Lév.): Sie gedeiht in Höhenlagen von 1700 bis 3200 Metern in den chinesischen Provinzen Guizhou, Sichuan sowie Yunnan.[1]
- Senecio pseudo-orientalis Schischk.: Sie ist vom asiatischen Teil der Türkei bis Pakistan verbreitet.[15]
- Senecio pteridophyllus Franch.: Sie gedeiht auf feuchten Weiden und Wiesen in Höhenlagen von 3000 bis 3800 Metern nur im nordwestlichen Yunnan.[1]
- Senecio pterophorus DC.: Sie kommt ursprünglich in Lesotho und Südafrika vor und ist in Spanien, Italien und Australien ein Neophyt.[15][4]
- Senecio pyrenaicus L.: Sie kommt in Portugal, Spanien, Andorra und Frankreich vor.[15]
- Senecio quadridentatus Labill.: Sie kommt ursprünglich in Australien und Neuseeland vor und ist in Kalifornien ein Neophyt.[4][15]
- Senecio quinqueradiatus DC.: Sie kommt in Spanien vor.[15]
- Senecio royleanus DC. (Syn.: Senecio graciliflorus var. hookeri C.B.Clarke, Senecio tanacetoides Kunth & C.D.Bouché): Sie kommt in Kaschmir, Bhutan, Myanmar und in Tibet nur in Yadong vor.[1]
- Senecio salsugineus H.Duman & Vural: Sie kommt in der Türkei vor.[15]
- Fluss-Greiskraut (Senecio sarracenicus L., Syn.: Senecio fluviatilis Wallr.)
- Senecio saussureoides Hand.-Mazz.: Sie gedeiht im Gebüsch an Wiesen in Höhenlagen von 3900 bis 4200 Metern nur in Gongbo'gyamda in Tibet und Sichuan (nur in Dawu sowie Taining).[1]
- Senecio scandens Buch.-Ham. ex D.Don: Die etwa drei Varietäten sind vom Indischen Subkontinent über Indochina bis China und vom zentralen Malesien bis Japan verbreitet.[1]
- Senecio scopolii Hoppe & Hornsch.: Sie kommt in Italien und auf der Balkanhalbinsel vor.[15]
- Senecio smithii DC.[15]
- Senecio soldanella A.Gray: Sie kommt in Colorado und in New Mexico vor.[4]
- Senecio spathiphyllus Franch.: Sie gedeiht auf feuchten Wiesen und an Grashängen in Höhenlagen von 1500 bis 3000 Metern in den chinesischen Provinzen Sichuan (nur in Muli) sowie im nordwestlichen Yunnan.[1]
- Senecio squalidus L.: Es gibt mehrere Unterarten[15], darunter:
  - Felsen-Greiskraut (Senecio squalidus subsp. rupestris (Waldst. & Kit.) Greuter, Syn.: Senecio rupestris Waldst. & Kit.): Es kommt ursprünglich in Europa und in Nordafrika vor.[15]
- Senecio stauntonii DC.: Sie gedeiht in Höhenlagen von etwa 600 Metern in den chinesischen Provinzen Guangdong, Guangxi sowie Hunan.[1]
- Senecio subdentatus Ledeb. (Syn.: Senecio subdentatus var. fasciculatus Litv., Senecio subdentatus var. parvulus Ledeb., Senecio subdentatus var. ramosus Ledeb., Senecio subdentatus var. simplex Ledeb.): Sie kommt hauptsächlich in Zentralasien in Tadschikistan, Turkmenistan, Usbekistan, Kasachstan, Kirgisistan, in der Mongolei sowie in Xinjiang und im südlichen-zentralen Sibirien verbreitet.[1] Im südlichen Kaukasusraum ist sie ausgestorben.
- Wald-Greiskraut (Senecio sylvaticus L.)[15]
- Senecio tamoides DC.: Sie kommt in Südafrika und Eswatini.[4]
- Senecio tauricola V.A.Matthews: Sie kommt in der Türkei vor.[15]
- Senecio tauricus Konechn.[15]
- Senecio teneriffae Bolle: Sie kommt auf den Kanaren, in Marokko und Großbritannien vor.[15]
- Senecio thapsoides DC.: Die zwei Unterarten kommen auf der Balkanhalbinsel von Dalmatien bis Griechenland vor.[15]
- Senecio thianschanicus Regel & Schmalh. (Syn.: Senecio drummondii Babu & S.N.Biswas, Senecio kawaguchii Kitam.): Sie kommt hauptsächlich in Zentralasien in Russland, Kasachstan, Kirgisistan, im nördlichen Myanmar, in der Inneren Mongolei, Tibet und in den chinesischen Provinzen Xinjiang, Qinghai, Sichuan sowie Gansu vor.[1]
- Senecio tricuspis Franch.: Sie gedeiht auf alpinen Matten in Höhenlagen von 3500 bis 3800 Metern in den chinesischen Provinzen Sichuan sowie Yunnan.[1]
- Senecio trilobus L.: Sie kommt in Libyen vor.[15]
- Senecio tschabanicus K.Koch: Sie kommt in der Türkei vor.[15]
- Senecio umbrosus Waldst. & Kit.: Sie kommt in Tschechien, Österreich, Ungarn, Polen, in der Slowakei, Kroatien, Bosnien und Herzegowina, Serbien, Bulgarien, Rumänien, Ukraine und in der Türkei vor.[15]
- Senecio viravira Hieron.: Sie ist in Brasilien, Argentinien und Uruguay verbreitet.[4]
- Klebriges Greiskraut oder Kleb-Greiskraut (Senecio viscosus L.)[15]
- Gewöhnliches Greiskraut oder Gemeines Greiskraut (Senecio vulgaris L.): Es gibt zwei Unterarten:[15]
  - Senecio vulgaris subsp. denticulatus (O.F.Müll.) P.D.Sell (Syn.: Senecio denticulatus O.F.Müll.)[15]
  - Senecio vulgaris L. subsp. vulgaris (Syn.: Senecio flosculosus Gilib., Senecio gaffatensis Vatke, Senecio semperflorens Stokes, Senecio vulgarihumilis Batt. & Trab., Senecio vulgaris var. crassifolius (Rouy) P.D.Sell): Sie ist vom gemäßigten Nordafrika bis südliche Afrika und in Eurasien weitverbreitet. In vielen Gebieten der Welt ist es ein Neophyt.[1]
- Senecio wightii (DC.) Benth.: Sie ist in Indien, Bhutan, Myanmar, Thailand und in den chinesischen Provinzen Guizhou, Sichuan sowie Yunnan verbreitet.[1]
- Senecio yungningensis Hand.-Mazz.: Dieser Endemit gedeiht an Rändern von Seen und Sümpfen in Höhenlagen von 2600 bis 2800 Metern nur in Yongning in der chinesischen Provinz Sichuan.[1]

### Meist nicht mehr in die GattungSenecioeingegliederte Arten (Auswahl)

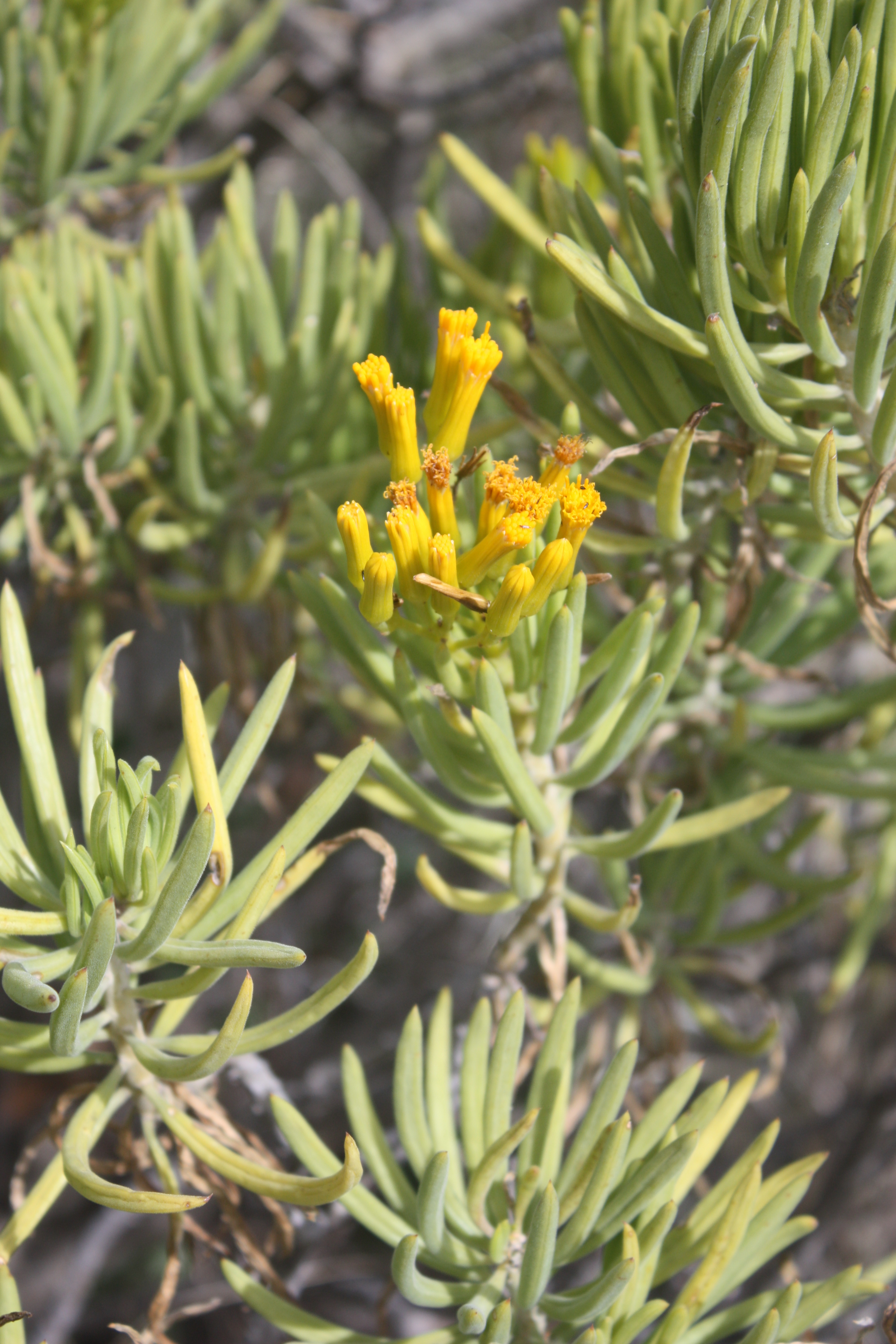
Senecio barbertonicus Syn.: von Kleinia barbertonica, eine sukkulente Kleinia-Art aus dem südöstlichen Afrika

Nicht zur Gattung Senecio werden gerechnet die Arten der Gattung Aschenkräuter (Tephroseris (Rchb.) Rchb.):

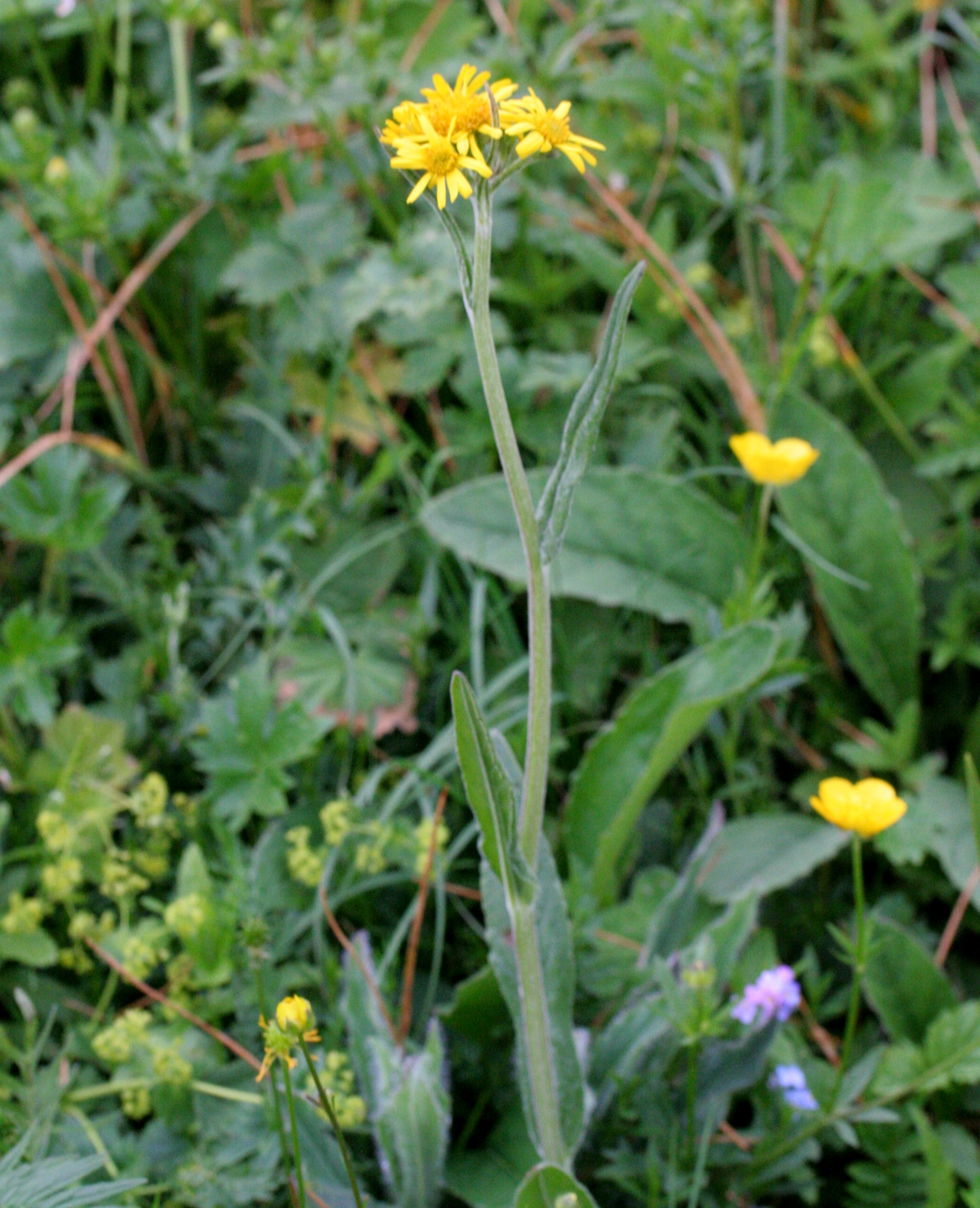
Tephroseris longifolia subsp. gaudinii

- Tephroseris balbisiana (DC.) Holub (Syn.: Senecio balbisianus DC.): Sie kommt in Frankreich und in Italien vor.[16]
- Tephroseris cladobotrys (Ledeb.) Griseb. & Schenk (Syn.: Senecio cladobotrys Ledeb.): Sie kommt in der Türkei, im Kaukasusraum, in Aserbaidschan, Armenien, Georgien und Russland vor.[16]
- Tephroseris coincyi (Rouy) Holub (Syn.: Senecio coincyi Rouy): Sie kommt in Spanien vor.[16]
- Tephroseris crassifolia (Schult.) Griseb. & Schenk (Syn.: Cineraria crassifolia Schult., Senecio bosniacus G. Beck)[15]: Sie kommt auf der Balkanhalbinsel vor.[16]
- Tephroseris elodes (Boiss. ex DC.) Holub (Syn.: Senecio elodes Boiss. ex DC.): Sie kommt in Spanien vor.[16]
- Voralpen-Aschenkraut (Tephroseris longifolia (Jacq.) Griseb. & Schenk, Syn.: Cineraria longifolia Jacq.)
- Schweizer Greiskraut (Senecio gaudinii Gremli, Syn.: Senecio ovirensis (W.D.J.Koch) DC. subsp. gaudinii (Gremli) Cuf.) => Tephroseris longifolia subsp. gaudinii (Gremli) Kerguélen: Es kommt in Frankreich, Deutschland, der Schweiz, Österreich, Ungarn, Italien, Kroatien, Serbien und Albanien vor.[16]
- Steppen-Greiskraut, Ganzblättriges Kreuzkraut (Senecio integrifolius (L.) Clairv.) => Ganzblättriges Aschenkraut (Tephroseris integrifolia (L.) Holub). Mit zahlreichen Unterarten.[16] Darunter auch:
  - Augsburger Steppen-Greiskraut (Tephroseris integrifolia subsp. vindelicorum Krach): Dieser stark gefährdete Endemit wurde 1988 von Brigitte Krach erstbeschrieben und kommt nur auf den Lechtalheiden bei Augsburg vor.[17][16]
- Moor-Aschenkraut (Tephroseris palustris (L.) Rchb.) (Syn.: Othonna palustris L., Senecio palustris (L.) Hook.)
- Tephroseris papposa (Rchb.) Schur (Syn.: Senecio papposus (Rchb.) Less.): Sie kommt in Italien, Kroatien, auf der Balkanhalbinsel, in Bulgarien, Rumänien, Polen, Slowakei, Ukraine und in der Türkei vor.[16]
- Krauses Greiskraut (Senecio rivularis (Waldst. & Kit.) DC.) => Tephroseris crispa (Jacq.) Rchb.
- Spatelblättriges Greiskraut (Senecio helenitis (L.) Schinz & Thell., Syn.: Senecio spathulifolius (Gmel.) Griesselich) => Spatelblättriges Aschenkraut (Tephroseris helenitis (L.) B.Nord.): Es kommt in Spanien, Frankreich, Italien, Deutschland, Belgien, Luxemburg, Österreich, Slowenien, Kroatien und Albanien vor.[16]
- Salzburger Greiskraut (Senecio salisburgensis (Cuf.) Rauschert) => Tephroseris helenitis subsp. salisburgensis (Cufod.) B.Nord.: Es kommt in Deutschland, Österreich und Kroatien vor.[16]

Nicht zur Gattung Senecio gerechnet werden die Arten der Gattung Synotis (C.B.Clarke) C.Jeffrey & Y.L.Chen:
- Synotis penninervis (H.Koyama) T.J.Tong, M.Tang, C.Ren & Q.E.Yang (Syn.: Cacalia penninervis H.Koyama, Senecio kumaonensis Duthie ex C.Jeffrey & Y.L.Chen, Koyamacalia penninervis (H.Koyama) H.Rob. & Brettell): Sie kommt im Himalaya sowie im südlichen Tibet vor.

Nicht zur Gattung Senecio gerechnet werden die Arten der Gattung Kleinia Mill.:
- Senecio barbertonicus Klatt => Ist ein Synonym von Kleinia barbertonica (Klatt) Burtt Davy
- Oleanderblättrige Kleinie (Senecio kleinia (L.) Less.) => Ist ein Synonym von Kleinia neriifolia Haw.
- Senecio serpens G.D.Rowley => Ist ein Synonym von Kleinia repens (L.) Haw.

Nicht zur Gattung Senecio gerechnet werden die Arten der Gattung Curio P.V.Heath:
- Senecio rowleyanus H.Jacobsen => Ist ein Synonym von Curio rowleyanus (H.Jacobsen) P.V.Heath: Sie kommt in Südafrika vor.[4]

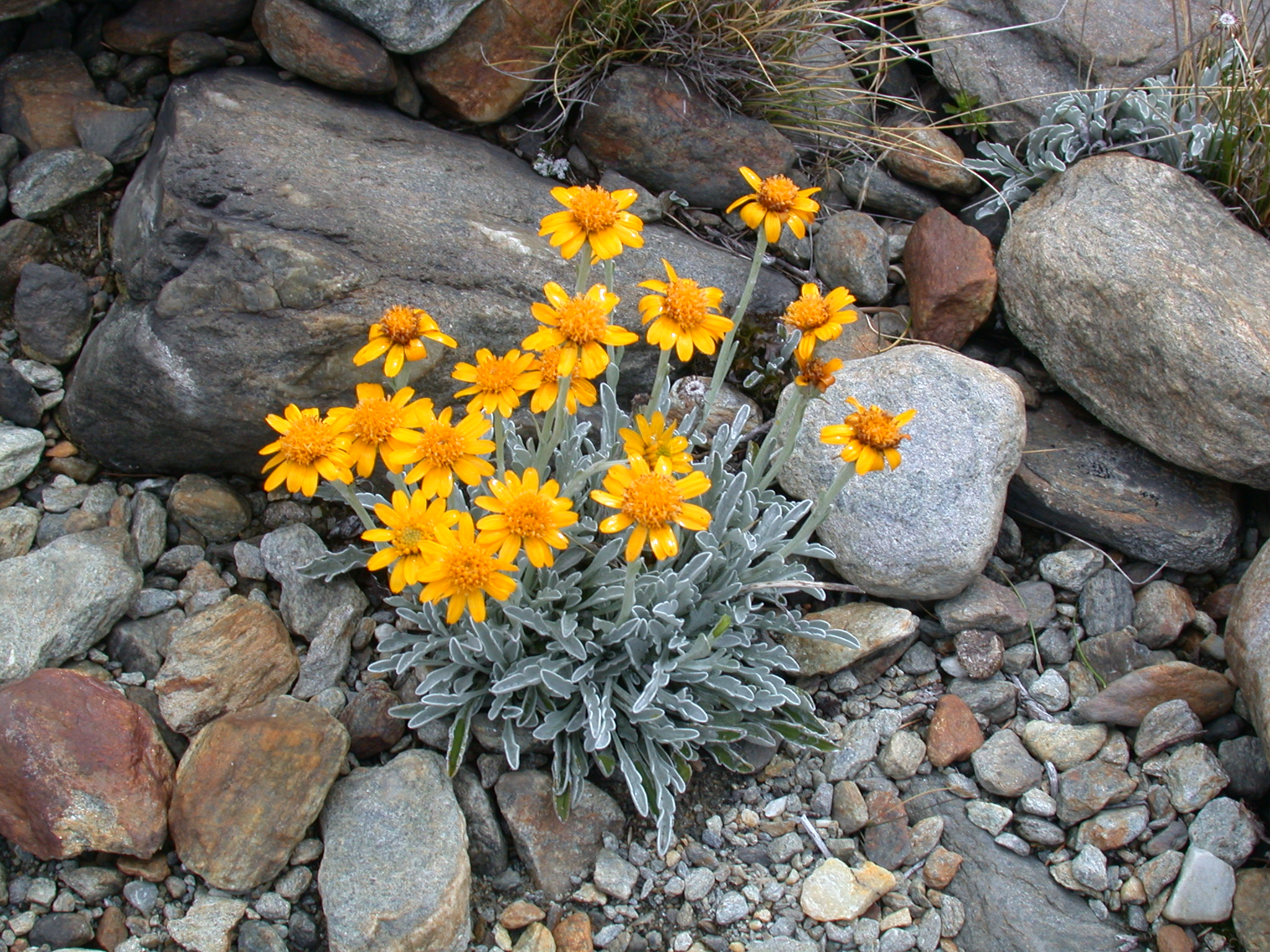
Habitus und Blütenkörbchen von Hallers Greiskraut (Jacobaea uniflora)

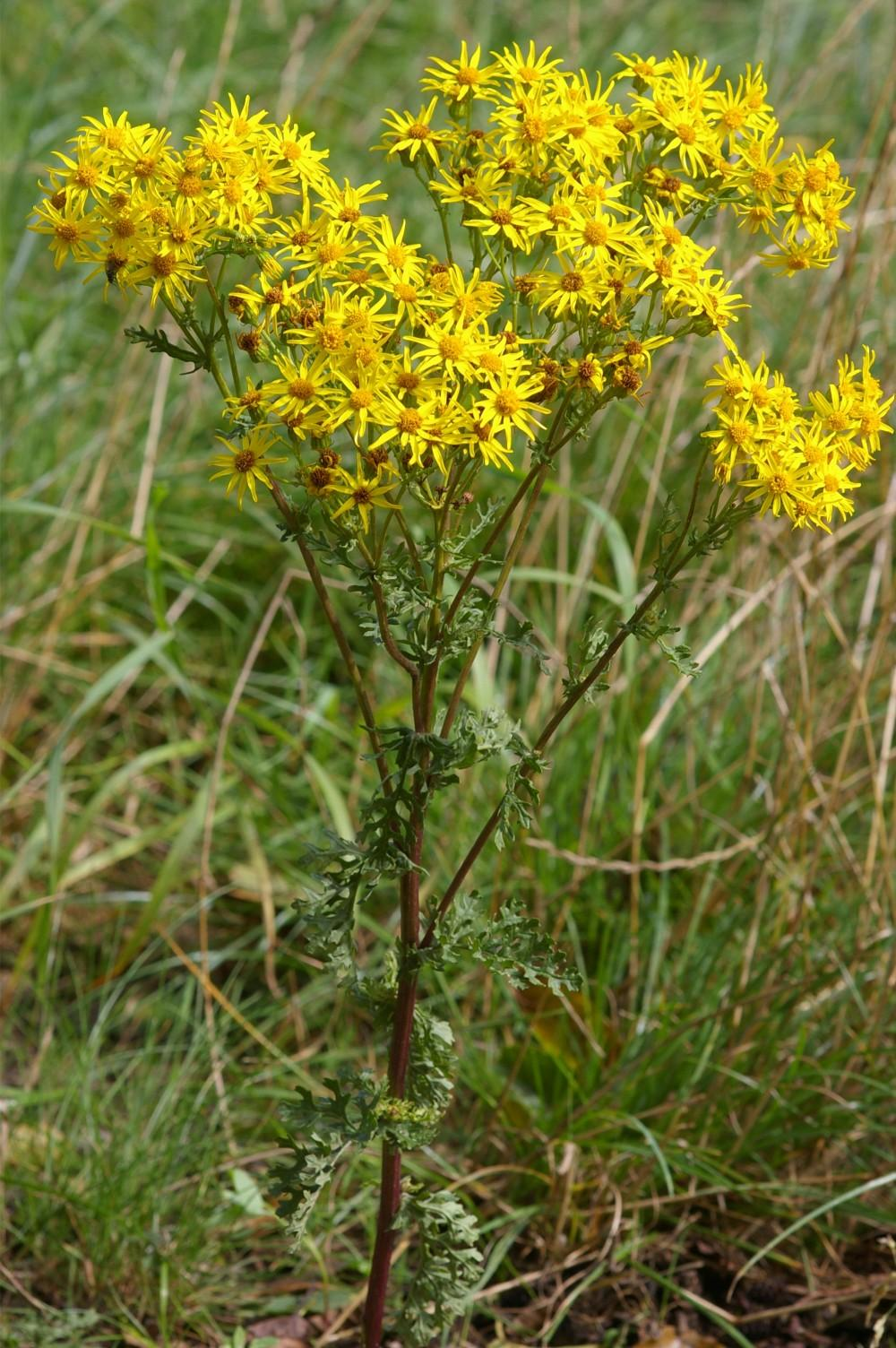
Jakobs-Greiskraut (Jacobaea vulgaris)

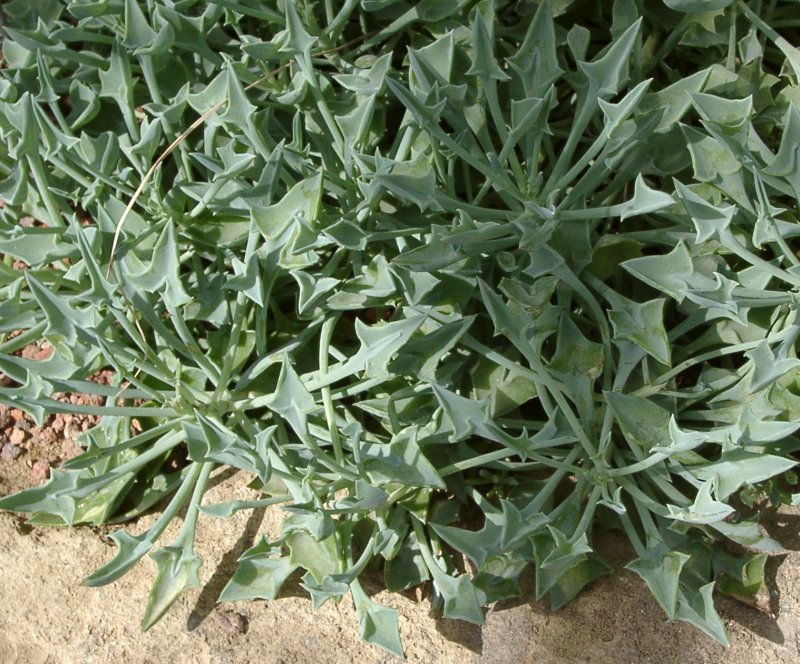
×Senecurio kleiniiformis, Syn.: Senecio ×kleiniiformis

### Hybride
- Diese Hybride kommt anscheinend nur in Kultur vor. ×Senecurio kleiniiformis (MacOwan ex F.Muell.) G.D.Rowley, Syn.: Senecio ×kleiniiformis Suess.: Für diese Hybride wurde 2020 die neue Gattung ×Senecurio geschaffen.[18]

## Giftigkeit

Senecionin

Für die Gattung Senecio s. l. sind Pyrrolizidin-Alkaloide typisch, beispielsweise Senecionin, die zum großen Teil leberschädigend und krebsauslösend sind. Sehr stark giftig sind folgende Arten:
- Jacobaea maritima
- Senecio alpinus
- Senecio aquaticus
- Senecio erucifolius
- Senecio inaequidens
- Senecio jacobaea
- Senecio paludosus
- Senecio vulgaris

Vergiftungssymptome treten meist sehr spät (nach Wochen oder Monaten) auf. Vergiftungen sind auch über Honig und Kuhmilch möglich. Das Vieh meidet Senecio-Arten auf der Weide, jedoch nicht im Heu. Die Vergiftung kann zur Venösen okklusiven Leberkrankheit führen.
Verschiedene stark giftige Arten aus Mexiko liefern ein volkstümliches Mäusegift.
In der Volksmedizin wird es verdünnt bei Regelstörungen und Nasenbluten angewandt. Von einer Selbstbehandlung ist jedoch strikt abzuraten.

## Weiterführende Literatur
- Joel Calvo, Carlos Aedo: A Taxonomic Revision of the Eurasian/Northwestern African Senecio doria Group (Compositae). In: Systematic Botany, Volume 40, Issue 3, 2015, S. 900–913. JSTOR:24546507
- Luciana Salomón, Marcelo Paulo Hernández, Daniel Alejandro Giugliano, Susana Edith Freire: Floral Microcharacters in South American species of Senecio s.str. (Asteraceae) with considerations on the circumscription of this genus. In: Phytotaxa. Band 244, Nr. 1, 2016, S. 1–25 (doi:10.11646/phytotaxa.244.1.1).
- I. R. Thompson, 2020: Senecio: In: Flora of Australia. Australian Biological Resources Study, Department of Climate Change, the Environment and Water: Canberra.